# Hydrophorus williamsi
Hydrophorus williamsi är en tvåvingeart som beskrevs av Octave Parent 1938. Hydrophorus williamsi ingår i släktet Hydrophorus och familjen styltflugor. Inga underarter finns listade i Catalogue of Life.